# (15522) Trueblood
(15522) Trueblood est un astéroïde de la ceinture principale.

## Description
(15522) Trueblood est un astéroïde de la ceinture principale. Il fut découvert le 14 décembre 1999 à Fountain Hills (Arizona) par Charles W. Juels. Il présente une orbite caractérisée par un demi-grand axe de 2,32 UA, une excentricité de 0,13 et une inclinaison de 9,8° par rapport à l'écliptique.

## Compléments